# Dichelonyx truncata
Dichelonyx truncata är en skalbaggsart som beskrevs av Leconte 1856. Dichelonyx truncata ingår i släktet Dichelonyx och familjen Melolonthidae. Inga underarter finns listade i Catalogue of Life.